# Oecetis
Oecetis – owad, chruścik z rodziny Leptoceridae. Larwy prowadzą wodny tryb życia, są drapieżne, budują przenośne domki.
Gatunki występujące w Polsce:
- Oecetis furva (Rambur, 1842)
- Oecetis lacustris (Pictet, 1834)
- Oecetis notata (Rambur, 1842)
- Oecetis ochracea (Curtis, 1825)
- Oecetis testacea (Curtis, 1834)
- Oecetis tripunctata (Fabricius, 1793)